# Marie Koré
Marie Koré, nacida Zogbo Céza Galo Marie, (1912 o 1910 - 1953) fue una activista por la independencia de Costa de Marfil, política del Partido Democrático de Costa de Marfil - Agrupación Democrática Africana (PDCI-RDA) y emprendedora. Su nombre sigue asociado a las manifestaciones de febrero y diciembre de 1949, fechas decisivas en la historia de Costa de Marfil, que obtuvo su independencia en 1960.

## Biografía
Nació en 1912 o tal vez en 1910. Procedía de un pueblo que ahora forma parte de un asentamiento llamado Gohra, cerca de la ciudad de Gboguhé en Daloa. Posteriormente se mudó a Basse-Côte, donde conoció y se casó con un francés, pero pronto se divorciaron debido a su compromiso político.
Luego abrió un Allocodrome —un restaurante típico que sirve plátano frito— en Treichville (un barrio de Abiyán) y empleó a mujeres jóvenes de la región. Allí conoció a René Sery Koré, que ya estaba casado, pero compró regalos para su esposa y aceptó que podría convertirse en su segunda esposa polígama. Sin embargo, para sus seguidores, ella era su única esposa.
Para 1947 ya era muy activa políticamente y fue elegida presidenta del comité local de mujeres de su partido. Para entonces ya se había unido al Partido Democrático de Costa de Marfil - Agrupación Democrática Africana, liderado por Félix Houphouët-Boign, partido que se había formado en 1946.
Participó en las manifestaciones frente al palacio del gobernador Laurent Péchoux en 1949, así como en las que tuvieron lugar los días 22, 23 y 24 de diciembre del mismo año.
Koré se dio a conocer durante la marcha de las mujeres en Grand-Bassam en 1949. Donde las mujeres protestaban por el arresto de hombres como Bernard Dadié, Mathieu Ekra, Jean Baptiste Mokey, Lama Kamara y su marido, René Séry Koré. Las mujeres partieron el 22 de diciembre para recorrer a pie los 40 kilómetros que separan Abiyán de Grand-Bassan. Viajaban en pequeños grupos para evitar atraer la atención de las autoridades.
El 24 de diciembre, al amanecer, las mujeres acudieron a la prisión de Grand-Bassam, donde estaban encarcelados los hombres, en pequeños grupos de unas 200 personas. El grupo de Marie Koré tomó la calle principal. La policía hizo retroceder a los manifestantes y bloqueó el puente que cruzaba la laguna de Ouladine. Algunas mujeres lanzaron diversos proyectiles mientras los policías lanzaron chorros de agua mezclada con barro y botellas rotas para mantener a la gente alejada. Pero Marie Koré mantuvo alta la moral de las manifestantes. Les dijo que estaban acostumbrados a mojarse y que no debían echarse atrás por una razón tan trivial. Así abrió el camino con su hija, Denise, a cuestas a pesar del agua y los gases lacrimógenos. Las primeras mujeres que la acompañaron lograron cruzar con ella la barrera dispuesta por los gendarmes. Pero ella resbaló y cayó. El niño que está sobre su espalda se soltó y cayó también. Fue golpeada por varios hombres armados, arrestada, llevada a la comisaría, luego a la fiscalía con algunos de sus compañeras y su hija Denise y finalmente encarcelada. Herida, fue hospitalizada, lo que retrasó su juicio. Finalmente fue condenada a dos meses de prisión por las autoridades coloniales francesas. A partir de entonces se convirtió en una figura importante de  lucha por la independencia de su país.
Tres meses después, en marzo de 1950, los hombres encarcelados fueron juzgados y se les impusieron sentencias reducidas, lo que les permitió ser puestos en libertad.

### Muerte
Marie Koré murió en 1953, cuando su hija tenía sólo siete años. Algunos autores creen que murió a causa de las secuelas de los abusos sufridos durante la lucha por la independencia. Para otros, murió horas después de una intervención en un dedo en panadizo realizada en el hospital de Treichville. Sus familiares sospecharon de un asesinato patrocinado por los colonos por su compromiso político.

## Legado
Es una heroína de Costa de Marfil y se emitió un billete de 1000 francos CFA y un sello con su retrato. Una escuela lleva su nombre y una estatua que conmemora la manifestación incluye una figura con un niño a la espalda, y esa figura es Koré.
En 2004, una emisora de radio hizo una encuesta y Koré fue votada como la mujer más conocida de Costa de Marfil. En 2021 se anunció que una calle en Bélgica en un desarrollo llamado Nova City tendrá una calle con el nombre de Koré.